# Getsjötorp
Getsjötorp är en gård i Kolmården i Finspångs kommun belägen vid södra ändan av Getsjön och cirka 15 km nordväst om Norrköping. Equmeniakyrkan i Norrköping har verkat för att gården blivit en friluftsgård som numera ägs och drivs av en förening.
Redan från 1950-talet hyrdes gården av Östra Eneby missionsförsamling och användes som sommargård för egen verksamhet. Gården köptes från Assi Domän februari 2001, av en nybildad förening Friluftsgården Getsjötorp. Gården köptes 16 januari 2001. Det första urtima årsmötet var 27 februari 2001.
Många föreningar och skolor hyr gården som drivs som en ideell förening utan några bidrag. Alla intäkter investeras i gården som kontinuerligt rustas upp. Mellan 160 och 180 personer är medlemmar och direkt engagerade och påverkar gårdens utveckling.

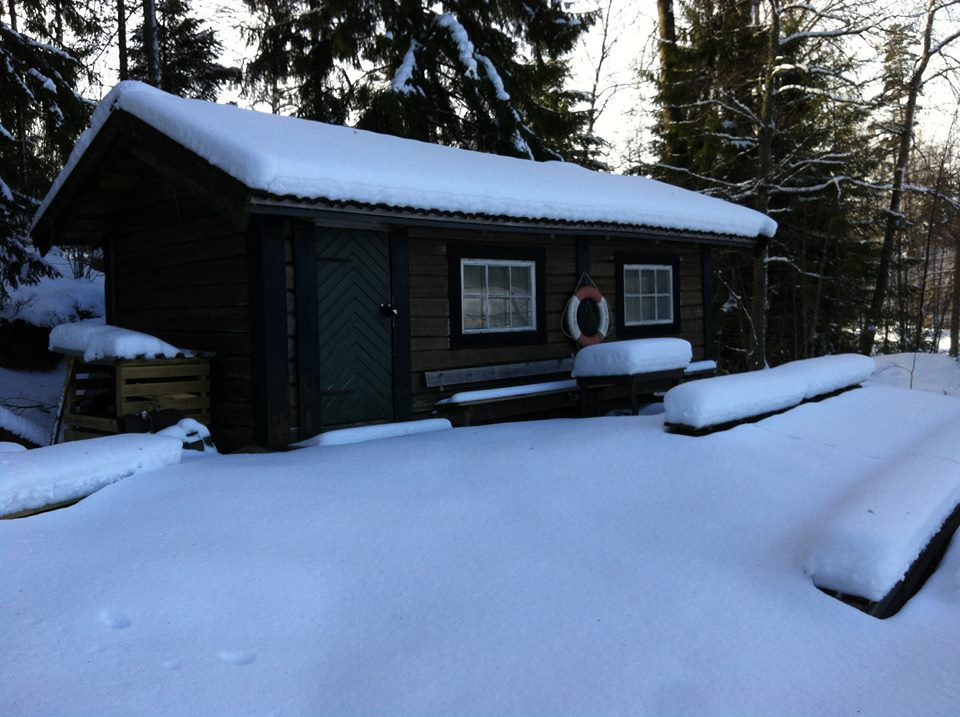
Sjöstugan i vinterlandskap.
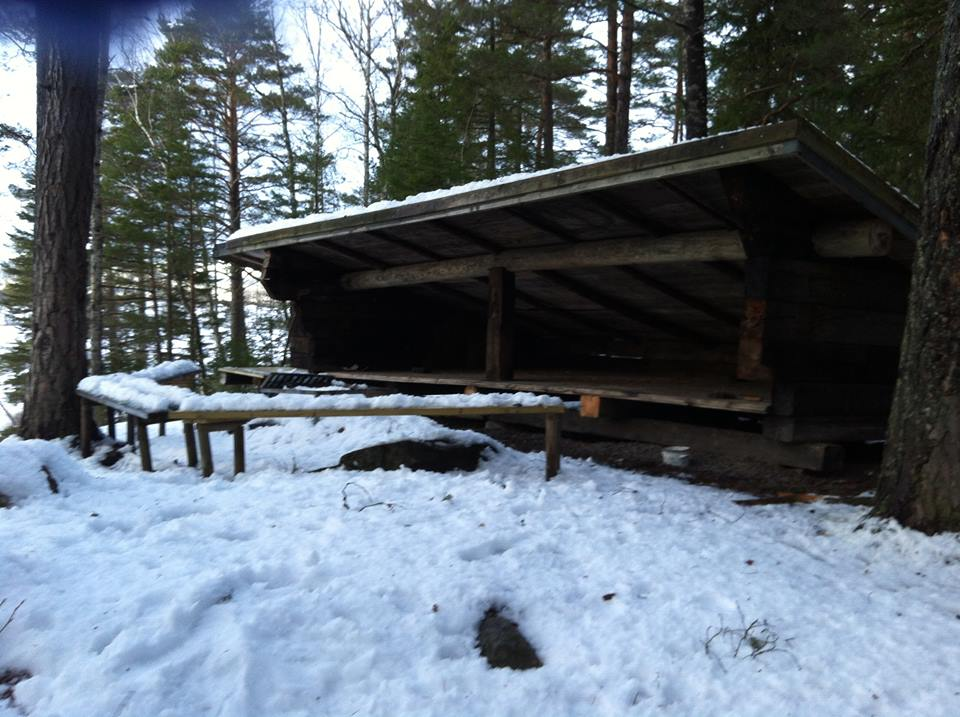
Vindskyddet på udden i vinterlandskap.